# Хачатурян, Гаянэ Левоновна
Хачатуря́н Гаянэ́ Лево́новна (9 мая 1942, Тбилиси — 1 мая 2009, Тбилиси) — известная художница армянского происхождения, отличавшаяся самобытным творческим почерком. Автор около 700 живописных и графических работ.

## Биография
Гаянэ Левоновна Хачатурян родилась 9 мая 1942 года в городе Тбилиси.
В 1949—1955 Гаянэ обучалась в 14-й женской общеобразовательной семилетней школе. Затем продолжила учёбу в 101 средней школе и параллельно поступила в художественную школу при Художественном училище им. Якоба Николадзе в класс педагога Гугули Курдиани, где училась четыре года — с 12 до 16 лет.
В 1962 году познакомилась с художником Александром Бажбеук-Меликяном, который распознал в ней яркий художественный талант, во многом помогал и поддерживал Гаянэ на начальном этапе художественной жизни.
В 1967 г. познакомилась с режиссёром Сергеем Параджановым, встреча с которым имела огромное значение на протяжении всей дальнейшей жизни Гаянэ. В начале 1967 г. по инициативе Параджанова в Ереване состоялась первая персональная неофициальная выставка в Армянском Доме Работников Искусств.
Сергей Параджанов считал Гаянэ Хачатурян самой значимой художницей второй половины XX века, чьи персональные выставки пытался организовать в Москве, Киеве, Ереване, но чиновники от искусства встречали её картины в штыки. Параджанов утешал её: «Гаянэ, очень трудно быть художником, но у тебя столько удивительных сил. Я в тебя верю».
Андрей Тарковский дорожил дружбой с Гаянэ, он восхищался её полотнами, самобытным талантом, её миром магического реализма. Андрей Тарковский, прилетая в Тбилиси, часто общался с Гаянэ.
Одним из первых открыл Гаянэ как художницу Тельман Зурабян. Он написал о ней в своей книге «Несмолкаемое эхо», вышедшей в 1976 году. В своём эссе «Гаянэ», посвящённом художнице, он писал:

«Блистательная! Именно блистательная! Иначе не назвать художницу, сотворившую это чудо — мир озарений, блеска. Где все необычно и в то же время — обычно. И блистательность не в сюжете изображаемого — роскошь и мишура претят ей, а в самом её таланте, умение превратить самое обычное, повседневное в зрелище, театр. И даже в картинах, связанных с воспоминаниями о тяжелой болезни, овеянных грустью, выраженной в приглушенной гамме, нет-нет да и вспыхнет искорка этого блистательного. Люди, пейзажи и вообще сама жизнь во всех проявлениях, пусть даже в самых тяжелых, должны быть преображены красотой и изяществом. И нет ничего такого, что может вытравить в ней эту искорку».

Гаянэ Хачатурян принадлежит к поколению художников, исповедовавших свободу творчества предопределивших в 1960-е годы новый подъём армянского искусства. Внутренняя свобода побуждала Гаянэ следовать голосу души и создавать свои подобные видениям образы. Тифлис, где родилась художница, с его похожими на театральные подмостки двориками и улочками, увлекательные рассказы матери о красоте города Агулиса (ныне село Айлис Нахичеванской Aвтономной Республики Азербайджанской Республики), — все это стало почвой, питавшей воображение Гаянэ; особое место занимала в этих рассказах-воспоминаниях бабушка Гаянэ, добросердечие которой почитал весь Гохтан.
Все свои картины Гаянэ подписывала по-армянски, а их названия писала на обороте по-русски.
Как-то Гаянэ призналась мне, что на небольшие деньги, получаемые ею за картины, она всегда помогала бедным семьям. Среди лучших её полотен выделяется картина «Реквием» — она воспринимается ныне как волнующий символ безвременного ухода из жизни самой Гаянэ… (Шаэн Хачатрян)

Гаянэ относится к редчайшему количеству художников, исповедующих в своей живописи художественное направление: Магический Реализм, последователей, которых очень мало. Вот это яркое созвездие: Хорхе Луис Борхес , Рене Магритт, Марк Шагал, Питер Дойг , Фрида Кало, Гаянэ Хачатурян, (Валерий Ханукаев).

Я всегда стремилась показать свой мир, мир магического реализма, но болезни и нервы, истощили мои силы, моё здоровье. Скоро Венецианское Биеннале, я знаю, что когда выставят мои холсты и графики, они принесут мне большой успех, тот незаслуженный успех, который выпал мне перед моей смертью, но мне это всё уже безразлично, поскольку я сама считаю свои картины, не шедеврами… (Тбилиси 14 апреля 2009 онкологическая больница Метула, отрывок беседы Гаянэ Хачатурян и Валерий Ханукаев).
C согласия Гаянэ Хачатурян и под её личным руководством в 2008 г. коллекционер Валерий Ханукаев основал Международный Фонд Гаянэ Хачатурян, президентом которого он и является. Фонд Гаянэ Хачатурян занимается проведением выставок, сбором художественных материалов, созданием архива, изучением творчества и художественного наследия художницы.
У Гаянэ Хачатурян никогда не было учеников. Она скончалась 1 мая 2009 г. в Тбилиси. Похоронена в Пантеоне Великих армянских писателей, культурных и общественных деятелей «Ходживанк» в Тбилиси.

## Творческий путь
В начале 1967 года при поддержке Параджанова в Ереване состоялась первая персональная (неофициальная) выставка Гаянэ Хачатурян. Ниже представлены официальные выставки:
- 1968 — редакция журнала «Декоративное искусство», Москва.
- 1970 — Государственная картинная галерея Грузии — выставка самодеятельных художников и народных умельцев Грузии.
- 1971 — «Дом Художников», Ереван.
- 1972 — «Дом актёров Грузии им. А. Хорава», Тбилиси.
- 1978 — Музей современного искусства, Ереван — Гаянэ стала постоянным экспонентом музея.
- 1978 — «Фонд Галуста Гюльбенкяна», Лиссабон, Португалия.
- 1979 — «Фонд Галуста Гюльбенкяна», Париж — Лион — Марсель, Франция.
- 1979 — «Фонд Галуста Гюльбенкяна», Бейрут, Ливан.
- 1987 — «Дни культуры Армении в Венеции», Венеция, Италия.
- 1995 — «Современное искусство Армении во Франции», Париж — Мец — Пуатье — Понтиви, Франция — персональная выставка.
- 1995 — Дворец юстиции, Париж, Франция — «Пути Армении», ассоциация «Пути искусства».
- 1996 — Национальная галерея Армении, Ереван — выставка художников Грузии в Армении.
- 2001 — Галерея «Дом Нащокина», Москва — «Я — Гаянэ из Тифлиса» (персональная выставка).
- 2009 — Государственный центр современного искусства, Москва — «Живопись — кино» Андрей Тарковский, Сергей Параджанов, Гаянэ Хачатурян.
- 2009 — 53-я Всемирная Венецианская художественная биеннале, Венеция, Италия — Организаторами выставки выступили Международный фонда Гаянэ Хачатурян и Министерство культуры Республики Армения.
- 2010 — Национальная галерея Армении и Международный фонда Гаянэ Хачатурян— «Выставка посвященная памяти Гаянэ».
- 2011 — «Летящая шарманщица», Пермская государственная картинная галерея. Международный Фонд Гаянэ Хачатурян и Министерство культуры Пермского края. Пермь.Россия.
- 2011 — «Зеркальная цветочница», холст/масло. Юбилейная выстовка. Ростовский областной музей изобразительных искусств. Фонд Гаянэ Хачатурян и Министерство культуры Ростовской области. Ростов на Дону. Россия.
- 2012  — «Зеркальная цветочница», графические работы. Юбилейная выставка, Ростовский областной музей краеведения, Министерство культуры Ростовской области, Международный Фонд Гаянэ Хачатурян.
- 2012  —  «Зеркальная цветочница», Юбилейная выставка ,Republik Österreich, Stadmuseum St. Pölten, Фонд Гаянэ Хачатурян и Правительство Нижней Австрии, город Санкт - Пёльтен. Австрия.
- 2012 —« Агулис», Шестой фестиваль частных коллекций России. Государственный центр современного искусства ( ГЦСИ ) и частная коллекция Валерия Ханукаева.
- 2012  — «Зеркальная цветочница», Юбилейная выставка, Московский музей современного искусства (ММСИ) и Фонд Гаянэ Хачатурян.
- Картины Гаянэ находятся в постоянной экспозиции в Национальной галереи Армении, в музее современного искусства Армении. Незаурядный, самобытный талант Гаянэ по достоинству оценен многими известнейшими людьми. Полотна Гаянэ хранятся во многих частных коллекциях по всему миру. Среди её друзей и поклонников: Тонино Гуэрра, Владимир Спиваков, Юрий Любимов, Эльдар Рязанов, Алла Демидова, Франсуаза Саган, Ив Сен-Лоран, Отар Иоселиани, Гия Канчели, Евгений Примаков, Михаил Туманишвили, Андрей Тарковский, Мартирос Сарьян.

## Гаянэ Хачатурян в кино
Про художницу снято три фильма:
- 1971 — «Гаянэ» — режиссёр Юрий Ерзнкян, с предисловием народного художника СССР Мартироса Сарьяна.
- 1978 — «Голубой ветер, запах миндаля» — режиссёр Рубен Геворкянц.
- 2006 — «Я — Гаянэ из Тифлиса» — режиссёр Левон Григорян.https://www.youtube.com/watch?v=qw6bgv2bpbI
- 2009 —«Гаянэ». Слайд-шоу памяти Гаянэ Хачатурян. Музыка Дживана Гаспаряна (дудук) и Гия Канчели. Слайд-шоу Андрея Подошяна -  фотографии из архива Валерия Ханукаева. https://www.youtube.com/watch?v=NG1XsTy-jZQ
- Примечания